# Theodor Schaefer
Theodor Schaefer, né le 23 janvier 1904 à Telč et mort le 19 mars 1969 à Brno, est un compositeur tchèque.

## Biographie
Il est l'élève de Jaroslav Kvapil au Conservatoire de Brno de 1922 à 1926 et de Vítězslav Novák au Conservatoire de Prague de 1926 à 1929. Il enseigne à l'université Palacký d'Olomouc puis au Conservatoire de Brno de 1948 à 1959 et à l'Académie Janáček de 1959 à 1969. Il compose beaucoup de musique chorale, ainsi que de mélodies.

## Œuvres

### Musique de scène
- Maugli (1932), opéra pour enfants
- Legenda o šteští (La Légende du bonheur, 1952), ballet

### Musique orchestrale
- Symphonie no 1 (1926)
- Symphonie no 2 (1955-1961)
- Concerto pour violon (1933)
- Sérénade valaque (1936)
- Concerto pour piano (1937-1943)
- Jánošík (1939), ouverture en forme de ballade
- Diathema (1956) pour alto et orchestre
- Le Barbare et la Rose (1958) pour piano et orchestre
- Diathema (1958)
- Reportage rhapsodique (1960)

### Musique vocale
- Cantate d'hiver (1945), pour soprano chœur et orchestre
- Milostné balady (Ballade d'amour, 1943), pour voix et piano, commémorant la destruction du village de Lidice par les nazis.
- Bithematikon pour baryton et piano (1967)

### Musique de chambre
- Quatuor à cordes no 1 (1929)
- Quintette à vent (1936)
- Quatuor à cordes no 2 (1941)
- Quatuor à cordes no 3 (1945)
- Divertimento mesto (1946) pour quintte à vent et trio à cordes
- Cikánovy housle (Violon tzigane)

### Musique pour piano
- Thème et Variations (1936)
- Études (1937)